# فوکر ای.۳
فوکر ای.۳ (انگلیسی: Fokker E.III) یک هواپیمای ساخت فوکر است .